# Prążkoliczek
Prążkoliczek (Styloctenium) – rodzaj ssaków z podrodziny Pteropodinae w obrębie rodziny rudawkowatych (Pteropodidae).

## Rozmieszczenie geograficzne
Rodzaj obejmuje gatunki występujące w Azji Południowo-Wschodniej.

## Morfologia
Długość ciała 145,2–200 mm, długość ucha 17–24,8 mm, długość tylnej stopy 27,2–36 mm, długość przedramienia 90–114 mm; masa ciała 149–218 g.

## Systematyka
Rodzaj zdefiniował w 1899 roku niemiecki zoolog Paul Matschie w publikacji swojego autorstwa zatytułowanej Nietoperze z Muzeum Historii Naturalnej w Berlinie. Gatunkiem typowym jest (oryginalne oznaczenie) prążkoliczek sulaweski (S. wallacei), którego opisał w 1866 roku angielski zoolog John Edward Gray.

### Etymologia
Styloctenium: gr. στυλος stulos ‘igła, rysik’; κτενιον ktenion ‘grzebyk’, zdrobnienie od κτεις kteis ‘grzebień’.

### Podział systematyczny
Do rodzaju należą następujące gatunki:
| Grafika | Gatunek                  | Autor i rok opisu | Nazwa zwyczajowa       | Podgatunki         | Rozmieszczenie geograficzne                                                                                          | Podstawowe wymiary                                           | Status IUCN |
| ------- | ------------------------ | ----------------- | ---------------------- | ------------------ | --- | ------------------------------------------------------------ | ----------- |
|         | Styloctenium wallacei    | (J.E. Gray, 1866) | prążkoliczek sulaweski | gatunek monotypowy | endemit Indonezji: Celebes oraz pobliskie Wyspy Togian i Selayar oraz wyspa Buton; zakres wysokości: 0–1100 m n.p.m. | DC: 14,5–20 cm DO: bezogonowy DP: 9–10,3 cm MC: 174–218 g    | NT          |
|         | Styloctenium mindorensis | Esselstyn, 2007   | prążkoliczek mindorski | gatunek monotypowy | endemit Filipin: Mindoro (znany tylko z góry Siburan)                                                                | DC: 14,8–18 cm DO: bezogonowy DP: 10,1–11,4 cm MC: 149–212 g | EN          |

Kategorie IUCN:  NT  – gatunek bliski zagrożenia,  EN  – gatunek zagrożony.